# Episodi di Nodame Cantabile
Questa è la lista degli episodi dell'anime Nodame Cantabile, adattamento dell'omonimo manga di Tomoko Ninomiya.
Nodame Cantabile è stato adattato in una serie televisiva anime, prodotta da Fuji TV e animata dallo studio J.C.Staff. La serie è stata trasmessa su Fuji TV e le relative stazioni televisive associate all'interno del programma contenitore noitaminA dedicato all'animazione per un pubblico adulto. L'intero arco narrativo di Nodame Cantabile è stato organizzato in tre serie distinte e caratterizzate, nel passaggio da una all'altra, da un importante avvenimento nella trama. La prima stagione, intitolata semplicemente Nodame Cantabile, è stata trasmessa dall'11 gennaio al 28 giugno 2007 per un totale di 23 episodi, mentre la seconda stagione dal titolo Nodame Cantabile: Paris Chapter, è andata in onda dall'8 ottobre al 18 dicembre 2008 e si compone di 11 episodi. Entrambe le stagioni sono state anche successivamente mandate in onda in Giappone sulla rete televisiva satellitare Animax. La prima stagione è stata diretta da Ken'ichi Kasai (il regista dell'anime Honey and Clover) e la seconda da Chiaki Kon; entrambe le serie vedono i doppiatori Ayako Kawasumi e Tomokazu Seki rispettivamente nei panni di Megumi "Nodame" Noda e Shin'ichi Chiaki, ovvero i due protagonisti. Un episodio OAV è stato incluso nell'edizione limitata del volume 22 del manga uscito il 10 agosto 2009 in Giappone. Una terza e ultima stagione animata, chiamata Nodame Cantabile: Finale, è andata in onda dal gennaio 2010.
Il direttore musicale per entrambe le stagioni è stato Suguru Matsutani. Come per il dorama live action, in ogni episodio sono state presentati diversi brani appartenenti musica classica ed eseguiti dalla Nodame Orchestra. La sigla iniziale della prima stagione è Allegro Cantabile di Suemitsu & the Suemith mentre quella di chiusura sono: Konna ni chikaku de... (こんなに近くで...?) di Crystal Kay (ep. 1-12), Sagittarius di Suemitsu & the Suemith e la Nodame Orchestra (ep. 13-22) e Allegro Cantabile di Suemitsu & the Suemith (ep. 23). La sigla d'apertura della seconda stagione è Sky High dei Gospellers (dove la melodia è stata tratta dal terzo movimento Allegro scherzando presente nel concerto per pianoforte e orchestra n. 2 di Rachmaninov) e quella di chiusura è Tokyo et Paris (東京 et 巴里?) di Emiri Miyamoto×solita (con variazioni sul tema Boléro di Ravel). La sigla iniziale della stagione finale è Manazashi☆Daydream (まなざし☆デイドリーム?, Manazashi☆Deidorīmu) di Yū Sakai (con variazioni sul tema Jesus bleibet meine freude di Bach) mentre quella di chiusura è Kaze to oka no Ballade (風と丘のバラード?, Kaze to oka no Barādo) di Real Paradis e Nodame Orchestra.
Come è successo con sempre maggiore frequenza a partire dagli anni 2000, anche questa serie animata è stata realizzata con un mix di animazione tradizionale (disegni dei personaggi, sfondi, eccetera) e computer grafica (colorazione); in particolare, la CG è stata impiegata in Nodame Cantabile nell'animazione di tutti gli strumenti musicali (solo occasionalmente disegnati a mano) e delle dita che li suonano.
La prima stagione è stata raccolta in 8 DVD tra aprile e novembre 2007. Un cofanetto è stato messo in commercio nel febbraio 2008 con un ulteriore OAV di 15 minuti, che è ambientato tra gli episodi 8 e 9.
Il 6 febbraio 2009 la serie è stata distribuita per la prima volta in lingua inglese su Animax Asia attraverso le sue reti nel sud-est asiatico e nell'Asia meridionale, dove venne trasmessa con l'audio in lingua originale e sottotitolata in inglese; successivamente è andata in onda nella sua versione doppiata dal 12 giugno 2009.

## Lista episodi

### Nodame Cantabile
| Nº       | Titolo italiano (traduzione letterale) Giapponese 「Kanji」 - Rōmaji                                                                                        | In onda          | In onda |
| Nº       | Titolo italiano (traduzione letterale) Giapponese 「Kanji」 - Rōmaji                                                                                        | Giapponese       |         |
| 1        | Lesson 1 「Lesson 1」 | 11 gennaio 2007  |         |
| 2        | Lesson 2 「Lesson 2」 | 18 gennaio 2007  |         |
| 3        | Lesson 3: Regina delle percussioni 「Lesson 3 打楽器の女王」 - Lesson 3 Dagakki no joō                                                                      | 25 gennaio 2007  |         |
| 4        | Lesson 4: L'apparizione del maestro Milch 「Lesson 4 巨匠ミルヒ登場)」 - Lesson 4 Kyoshō Miruhi tōjō                                                        | 1º febbraio 2007 |         |
| 5        | Lesson 5: Chiaki il direttore della S Orchestra 「Lesson 5 千秋Sオケ指揮」 - Lesson 5 Chiaki S oke shiki                                                    | 8 febbraio 2007  |         |
| 6        | Lesson 6: Ritiro 「Lesson 6 脱退」 - Lesson 6 Dattai | 15 febbraio 2007 |         |
| 7        | Lesson 7: Chiaki e Kazuo 「Lesson 7 カズオな千秋」 - Lesson 7 Kazuo na Chiaki                                                                               | 22 febbraio 2007 |         |
| 8        | Lesson 8: Il rimpatrio di Milch 「Lesson 8 ミルヒー送還」 - Lesson 8 Miruhī sōkan                                                                           | 1º marzo 2007    |         |
| 9        | Lesson 9: Festival musicale 「Lesson 9 音楽祭」 - Lesson 9 Ongakusai                                                                                        | 8 marzo 2007     |         |
| 10       | Lesson 10: Il fascino del fatto 「Lesson 10 魅せるという事」 - Lesson 10 Miseru toiu koto                                                                   | 15 marzo 2007    |         |
| 11       | Lesson 11: Pianoforte 「Lesson 11 ピアノ」 - Lesson 11 Piano                                                                                                | 22 marzo 2007    |         |
| 12       | Lesson 12: Corso 「Lesson 12 進路」 - Lesson 12 Shinro | 12 aprile 2007   |         |
| 13       | Lesson 13: Graduatoria 「Lesson 13 卒業」 - Lesson 13 Sotsugyō                                                                                              | 19 aprile 2007   |         |
| 14       | Lesson 14: Passato 「Lesson 14 過去」 - Lesson 14 Kako | 26 aprile 2007   |         |
| 15       | Lesson 15: Cambiamento 「Lesson 15 変化」 - Lesson 15 Henka                                                                                                 | 3 maggio 2007    |         |
| 16       | Lesson 16: Avviare 「Lesson 16 始動」 - Lesson 16 Shidō | 10 maggio 2007   |         |
| 17       | Lesson 17: Rifiuto 「Lesson 17 無駄」 - Lesson 17 Muda | 17 maggio 2007   |         |
| 18       | Lesson 18: Risveglio 「Lesson 18 覚醒」 - Lesson 18 Kakusei                                                                                                 | 24 maggio 2007   |         |
| 19       | Lesson 19: Volo 「Lesson 19 飛翔」 - Lesson 19 Hishō | 31 maggio 2007   |         |
| 20       | Lesson 20: Mondo 「Lesson 20 世界」 - Lesson 20 Sekai | 7 giugno 2007    |         |
| 21       | Lesson 21: Incidente 「Lesson 21 異変」 - Lesson 21 Ihen | 14 giugno 2007   |         |
| 22       | Lesson 22: Ultimo 「Lesson 22 最後」 - Lesson 22 Saigo | 21 giugno 2007   |         |
| 23       | Lesson 23: Futuro 「Lesson 23 未来」 - Lesson 23 Mirai | 28 giugno 2007   |         |
| 24 (8.5) | Lezione croma: La storia dell'oceano di Nodame e Chiaki 「Lesson 8thRest.svg のだめと千秋の海物語」 - Lesson 8thRest.svg Nodame to Chiaki no umi monogatari | 16 febbraio 2008 |         |
| 24 (8.5) | L'episodio è l'antefatto di Lesson 9 e tratta degli avvenimenti che accadono durante il viaggio verso Nagano.                                               |                  |         |

### Nodame Cantabile Paris hen
| Nº  | Titolo italiano (traduzione letterale) Giapponese 「Kanji」 - Rōmaji                                                          | In onda          | In onda |
| Nº  | Titolo italiano (traduzione letterale) Giapponese 「Kanji」 - Rōmaji                                                          | Giapponese       |         |
| 1   | Leçon 1 「Leçon 1」 | 9 ottobre 2008   |         |
| 2   | Leçon 2: Chiaki va al concorso di direzione 「Leçon 2 千秋 指揮コンクールへ」 - Leçon 2 Chiaki shiki konkūru e                | 16 ottobre 2008  |         |
| 3   | Leçon 3: Riunione di Stresemann 「Leçon 3 シュトレーゼマン再会」 - Leçon 3 Shutorēzeman saikai                                | 23 ottobre 2008  |         |
| 4   | Leçon 4: Nodame è esausta, Chiaki viene rifiutato 「Leçon 4 のだめ憔悴 千秋を拒絶」 - Leçon 4 Nodame shōsui Chiaki o kyozetsu | 30 ottobre 2008  |         |
| 5   | Leçon 5: Chiaki e Nodame si incrociano 「Leçon 5 千秋とのだめすれ違い」 - Leçon 5 Chiaki to Nodame surechigai                 | 6 novembre 2008  |         |
| 6   | Leçon 6: Chiaki diventa un direttore regolare 「Leçon 6 千秋常任指揮者に就任」 - Leçon 6 Chiaki jōnin shikisha ni shūnin      | 13 novembre 2008 |         |
| 7   | Leçon 7: Chiaki e Nodame suonano insieme?! 「Leçon 7 千秋とのだめ初共演!?」 - Leçon 7 Chiaki to Nodame hatsu-kyōen!?          | 20 novembre 2008 |         |
| 8   | Leçon 8: Chiaki e Nodame ricominciano da capo 「Leçon 8 千秋とのだめの再出発」 - Leçon 8 Chiaki to Nodame no saishuppatsu     | 27 novembre 2008 |         |
| 9   | Leçon 9: Il primo recital di Nodame! 「Leçon 9 のだめ初リサイタル!」 - Leçon 9 Nodame Hatsu-Risaitaru!                        | 4 dicembre 2008  |         |
| 10  | Leçon 10: Recital Twinkle, Twinkle, Little Star 「Leçon 10 リサイタルキラキラ星」 - Leçon 10 Risaitaru Kirakiraboshi          | 11 dicembre 2008 |         |
| 11  | Leçon 11: Capitolo finale - La magia di Chiaki 「Leçon 11 最終章・千秋の魔法」 - Leçon 11 Saishūshō Chiaki no mahō            | 18 dicembre 2008 |         |
| OAV | Ho il riempimento M. 「Mフィルいただいちゃいました。」 - M-firu itadaichaimashita.                                            | 10 agosto 2009   |         |

### Nodame Cantabile Finale
| Nº  | Titolo italiano (traduzione letterale) Giapponese 「Kanji」 - Rōmaji                                    | In onda          | In onda |
| Nº  | Titolo italiano (traduzione letterale) Giapponese 「Kanji」 - Rōmaji                                    | Giapponese       |         |
| 1   | Leçon 1 「Leçon 1」                                                                                     | 14 gennaio 2010  |         |
| 2   | Leçon 2 「Leçon 2」                                                                                     | 21 gennaio 2010  |         |
| 3   | Leçon 3 「Leçon 3」                                                                                     | 28 gennaio 2010  |         |
| 4   | Leçon 4 「Leçon 4」                                                                                     | 4 febbraio 2010  |         |
| 5   | Leçon 5 「Leçon 5」                                                                                     | 11 febbraio 2010 |         |
| 6   | Leçon 6 「Leçon 6」                                                                                     | 18 febbraio 2010 |         |
| 7   | Leçon 7 「Leçon 7」                                                                                     | 25 febbraio 2010 |         |
| 8   | Leçon 8 「Leçon 8」                                                                                     | 4 marzo 2010     |         |
| 9   | Leçon 9 「Leçon 9」                                                                                     | 11 marzo 2010    |         |
| 10  | Leçon 10 「Leçon 10」                                                                                   | 18 marzo 2010    |         |
| 11  | L'ultima Leçon 「La Dernière Leçon」                                                                    | 25 marzo 2010    |         |
| OAV | Leçon semicroma: La riunione di Mine e Kiyora 「Leçon 峰と清良の再会」 - Leçon Mine to Kiyora no saikai | 7 aprile 2010    |         |
| OAV | | 26 aprile 2010   |         |